# Лимури
Лимури — река в Ульчском районе Хабаровского края. Длина — 168 км, площадь водосборного бассейна — 3710 км².

## География
Исток Лимури находится в горном массиве к северу от нижнего течения Амура на границе Солнечного и Ульчского районов на высоте более 500 м над уровнем моря. Течёт преимущественно в восточном направлении. В среднем течении, выйдя на равнину, принимает свой крупнейший приток, реку Лимурчан. В приустьевой части принимает сток из озёр Чёрное, Белое, Кони, Ри и Дали. Впадает в Амур многочисленными рукавами и протоками (основная протока Холан), напротив села Софийск. Высота устья — 6 м над уровнем моря. Населённых пунктов на реке нет. Ширина реки в нижнем течении составляет 80 м при глубине 4 м.

## Основные притоки
Указаны притоки длиной 20 км и более
| Название                | Расстояние от устья | Длина | Положение |
| ----------------------- | ------------------- | ----- | --------- |
| Протока Глухая (Чалдон) | 19                  | 35    | правый    |
| Ямтуль                  | 87                  | 36    | левый     |
| Большая Эльга           | 106                 | 24    | правый    |
| Малая Эльга             | 110                 | 21    | правый    |
| Лимурчан                | 118                 | 68    | левый     |

## Данные водного реестра
По данным государственного водного реестра России и геоинформационной системы водохозяйственного районирования территории РФ, подготовленной Федеральным агентством водных ресурсов:
- Бассейновый округ — Амурский
- Речной бассейн — Амур
- Речной подбассейн — Амур от впадения Уссури до устья
- Водохозяйственный участок — Амур от города Комсомольск-на-Амуре до устья без реки Амгунь